# Medier i Spanien
Medier i Spanien utgörs främst av TV, radio och tidskrifter.

## Dagspressen
Enligt Nationalencyklopedin (Ne) så är det färre än 40% som läser en tidning, dagligen i Spanien. De flesta använder radio, TV eller internet. 
Den största tidningen i Spanien är tidningen El País. Den näst största tidningen är en högerinriktad, dagstidning som heter El Mundo. Den tredje största tidningen i Spanien är en daglig sporttidning som heter Marca. Det finns även gratistidningar och en av de största är Metro.

## Public service
I Spanien är all public service TV reklamfri. Reklamfri public service TV förekommer endast i norden, Spanien, Frankrike, Storbritannien och Japan. Denna typ av TV finansieras på olika sätt, exempelvis via reklam (I de länder där public service TV har reklam), TV-licens, statliga medel eller frivilliga donationer. 
Spaniens public service är statsfinansierad. För ett par år sedan hade Spanien reklam i public service TV och finansierades via reklamen. I och med att staten idag finansierar public service så slipper man reklamen.

## Lagstiftning och pressfrihet
År 1978 garanterades tryck- och pressfrihet och censur förbjöds i Spanien. Innan dess hade staten haft extremt hård kontroll över alla massmedier. I och med att pressfriheten garanterades så var det många nya tidningar som startades. Innan år 1978 fanns det inte alls lika många tidningar i och med att folk inte kunde uttrycka sig så då behövdes det inte fler tidningar än vad som redan fanns. De tidningar som fanns innehöll endast nödvändig information och den var väl granskad av staten. Tidningarna i Spanien är numera självständiga, men public service TV- och radiokanaler är fortfarande hårt styrda av staten.
Trots att tidningen har pressfrihet så betyder inte det att de andra massmedierna har det. År 2011 fick högerpartiet Partido Popular (PP) tillbaka makten och efter det har regeringen ökat kontrollen över TV:n. Med det menas att TV:n har inte alls lika stor pressfrihet som exempelvis tidningen har och i och med att staten har kontrollen så kan de styra vad som ska visas och inte. De kan alltså undanhålla information som skulle påverka dem negativt.
Varför staten har mer kontroll över TV:n än över tidningarna är för att på TV:n finns det public service och de styrs av staten. Självklart finns det TV-kanaler som inte är public service och på de kanalerna är det pressfrihet och staten har inte rätt att kontrollera och censurera de kanalerna. Samma sak i tidningen, det finns inte public service i tidningar och därför gäller press- och tryckfrihet där och då har staten inget att säga till om. Trots att tryck- och pressfrihet är något som är en lag som ska gälla i hela landet så är det fortfarande staten som kan välja vad som ska publicera på “deras” kanaler. 
Spaniens pressfrihetsindex är idag 20. Med det indexet hamnar Spanien på 140 plats över alla världens länders pressfrihetsindex.
I och med den ekonomiska krisen som rådde i Spanien så påverkades massmedierna genom att de inte fick inte lika många som ville ha annonser i massmedierna, då de inte hade råd. Ca 354 olika massmedier fick stänga ned och ca 12000 journalister miste sina jobb. 